# Frogger 3D
Frogger 3D (フロッガー3D?, Furoggā 3D) è un videogioco che si basa sulla serie Frogger sviluppato dalla Alpha Unit e pubblicato dalla Konami per Nintendo 3DS.

## Modalità di gioco
All'inizio del gioco, il giocatore dovrà scegliere una delle rane disponibili (inizialmente ve ne sarà solo una ma se ne potranno sbloccare altre in seguito) dopodiché dovrà guidare l'anfibio attraverso ogni livello facendogli raggiungere un portale "luminoso" correndo e schivando ostacoli e nemici in movimento. Per terminare un livello, si dovrà arrivare al portale in questione per 3 volte di seguito. Ogni volta che il giocatore finisce un livello questo si farà più difficile, aumentano per esempio la velocità delle automobili, oppure incrementando l'incidenza di comparsa di esse. Alcuni dei luoghi e degli ambienti che possono essere esplorati includono la Città natale, New York, il Casinò, l'Isola Militare, l'Estremo Oriente e la Pseudo Dimensione. Si avrà inoltre la possibilità di controllare rane più grandi, che permetteranno al giocatore di distruggere diversi ostacoli e illuminare aree scure. Il gioco supporta il multiplayer tramite wireless per un massimo di 4 giocatori.

## Accoglienza
Secondo il sito web aggregatore di recensioni Metacritic, Frogger 3D ha un punteggio di 54/100 basato su 11 recensioni professionali indicando recensioni "contrastanti o nella media". Jim Sterling di Destructoid affermò che il gioco non aveva niente da offrire se non noia e frustrazione in egual misura, e non valeva la pena giocarci nemmeno per chi era alla disperata ricerca di qualche titolo per arricchire la propria libreria 3DS. Zach Kaplan di Nintendo Life trovò che Frogger 3D riusciva a bilanciare un level design intelligente che faceva venire voglia di continuare a giocare solo per vedere cos'altro c'era ma la curva di difficoltà ridicola avrebbe fatto desistere i giocatori da volerci rigiocare. Andy Goergen di Nintendo World Report sostenne che non era un gioco perfetto ma comunque venduto a un prezzo economico, ma era facile da consigliare ai fan sfegatati di Frogger o a chiunque altro cercasse una soluzione rapida di divertimento sul proprio 3DS.